# Сарайка (приток Сылвицы)
Сарайка — река в муниципальном округе Нижний Тагил Свердловской области, приток Сылвицы, притока Чусовой. Впадает в Сылвицу справа, в 41 км от её устья. Длина составляет 10 км, площадь водосбора — км². Истоки в лесах у границы Свердловской области и Пермского края, течёт по горному рельефу, основное направление течения — на юг. Западнее протекает река Бутонская Сарайка, приток реки Бутон.

## Данные водного реестра
По данным государственного водного реестра России, река относится к Камскому бассейновому округу, бассейн реки Кама, подбассейн — Кама до Куйбышевского водохранилища (без бассейнов рек Белой и Вятки), водохозяйственный участок реки — Чусовая от в/п пгт. Кын до устья. Код объекта в государственном водном реестре — 10010100712111100011047.